# 471

## Събития
- Теодорих Страбон е през 471 г. тракийски военноначалник magister militum.
- Теодорих Велики начело на шест хилядна войска започва от Панония грабежни походи във византийските провинции на Балкана.